# Alcide De Gasperi
Alcide De Gasperi (Pieve Tesino bij Trente (toen deel van Oostenrijk-Hongarije), 3 april 1881 — Sella di Valsugana, 19 augustus 1954) was een Italiaans staatsman. Hij geldt als een van de vaders van de Europese Gemeenschap en is in aanloop naar zijn eventuele zaligverklaringsproces door de Kerk verheven tot Dienaar Gods.

## Levensloop

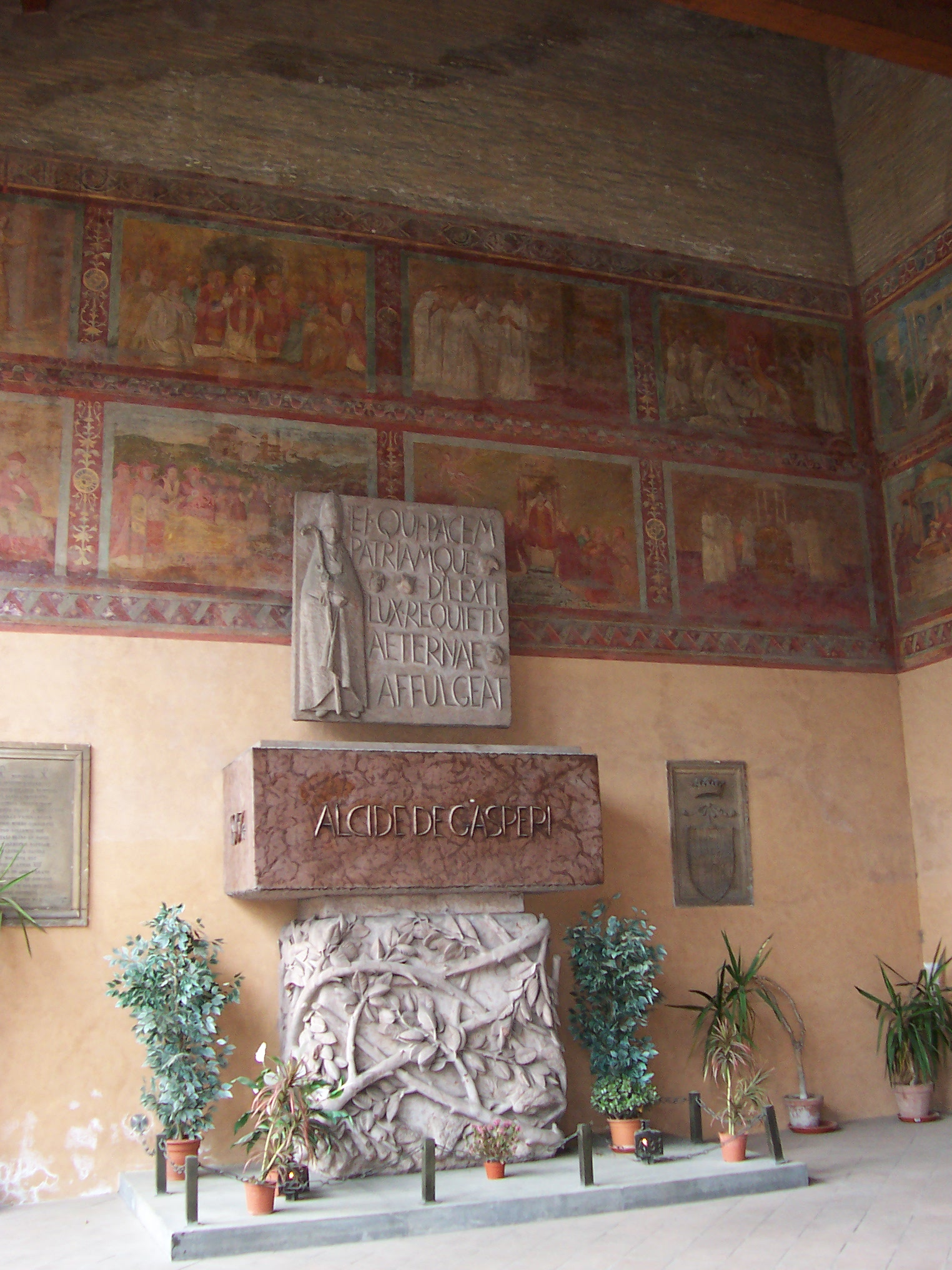
Het graf van Alcide De Gasperi

De Gasperi studeerde filosofie en literatuurwetenschappen in Wenen, waarna hij als journalist werkzaam was. In 1911 werd hij afgevaardigde in het Oostenrijkse parlement. Na de Eerste Wereldoorlog richtte hij de Italiaanse volkspartij mee op (1919), waarvoor hij sedert 1921 parlementslid, later ook fractieleider en algemeen secretaris zou zijn. Na de Eerste Wereldoorlog wierp hij zich op als voorvechter van fundamentele vrijheden van de mens, het gezin en het onderwijs. Hiervoor belandde De Gasperi tijdens het fascisme zestien maanden in de gevangenis wegens anti-fascistische activiteiten. Tijdens deze periode schreef hij aan zijn familie: "Wees niet bezorgd over de dag van morgen. Alles is in Gods handen". Na zijn vrijlating in 1931 werkte hij in de bibliotheek van het Vaticaan, vanwaar hij tijdens de Tweede Wereldoorlog de aanvankelijk illegale Democrazia Cristiana organiseerde. Na de oorlog zette hij zijn werk als politicus voort en werd eerste naoorlogse minister-president van Italië.
Oplopende spanningen in Zuid-Tirol na de oorlog werden deels opgevangen door de afspraken die werden vastgelegd in de overeenkomst, die hij namens zijn land in 1946 in Parijs met Oostenrijk tekende. De Gasperi was van 1945 tot 1953 premier van verschillende kabinetten.
Met Robert Schuman, Altiero Spinelli, Jean Monnet en Paul-Henri Spaak deelde Alcide De Gasperi in de verschrikkingen van de Eerste en Tweede Wereldoorlog en plaatste zich met hen aan de wieg van het moderne Europa. Paus Johannes Paulus II sprak lovende woorden over De Gasperi: "Hij beleefde zijn autoriteit als een dienstwerk voor het algemeen welzijn en niet als instrument voor persoonlijk gewin". In de Utrechtse wijk Kanaleneiland en in de Doetinchemse wijk Dichteren is een laan naar hem genoemd, in Uithoorn - aan de Europarei - staat een naar hem genoemde flat, in Heerlen, Brunssum, Herten en Goes een straat en in Ede een singel.